# Антъни Лапаля
Антъни М. Лапаля (на английски: Anthony M. LaPaglia) (роден на 31 януари 1959 г.) е австралийски актьор. Най-известната му роля е на агент Джак Малоун в сериала „Безследно изчезнали“ (2002 – 2009), за която е награден със Златен глобус в категория „Най-добър актьор в драматичен сериал“.